# Biłgoraj
Biłgoraj là một thị trấn thuộc hạt Biłgoraj, tỉnh Lublin, phía đông nam Ba Lan. Từ năm 1975-1998, thị trấn nằm trong tỉnh Zamość, kể từ năm 1999 đến nay, nó thuộc quyền quản lý của tỉnh Lublin. Thị trấn có diện tích 20,85 km², trong đó rừng chiếm khoảng 9%. Tính đến năm 2014, dân số của thị trấn là 27.106 người với mật độ 1.300 người/km².

## Vị trí địa lý
Thị trấn Biłgoraj được thành lập vào thế kỷ 16 và tên của nó xuất phát từ một ngọn đồi có tên là Biely Goraj. Biłgoraj nằm ở phía bắc của lưu vực Sandomierz, gần Roztocze. Thị trấn được bao quanh bởi rừng Solska, cách Công viên quốc gia Roztocze khoảng 20 km.
Nhiệt độ trung bình ở Biłgoraj vào tháng 7 là 18 °C và tháng 1 là  -2,8 °C. Có 4 con sông nhỏ chảy qua thị trấn đó là: Biala Lada, Czarna Lada, Osa và Próchnica. Biłgoraj nằm ở độ cao từ 190 – 205 m so với mực nước biển.

## Một số địa điểm tham quan nổi tiếng trong thị trấn

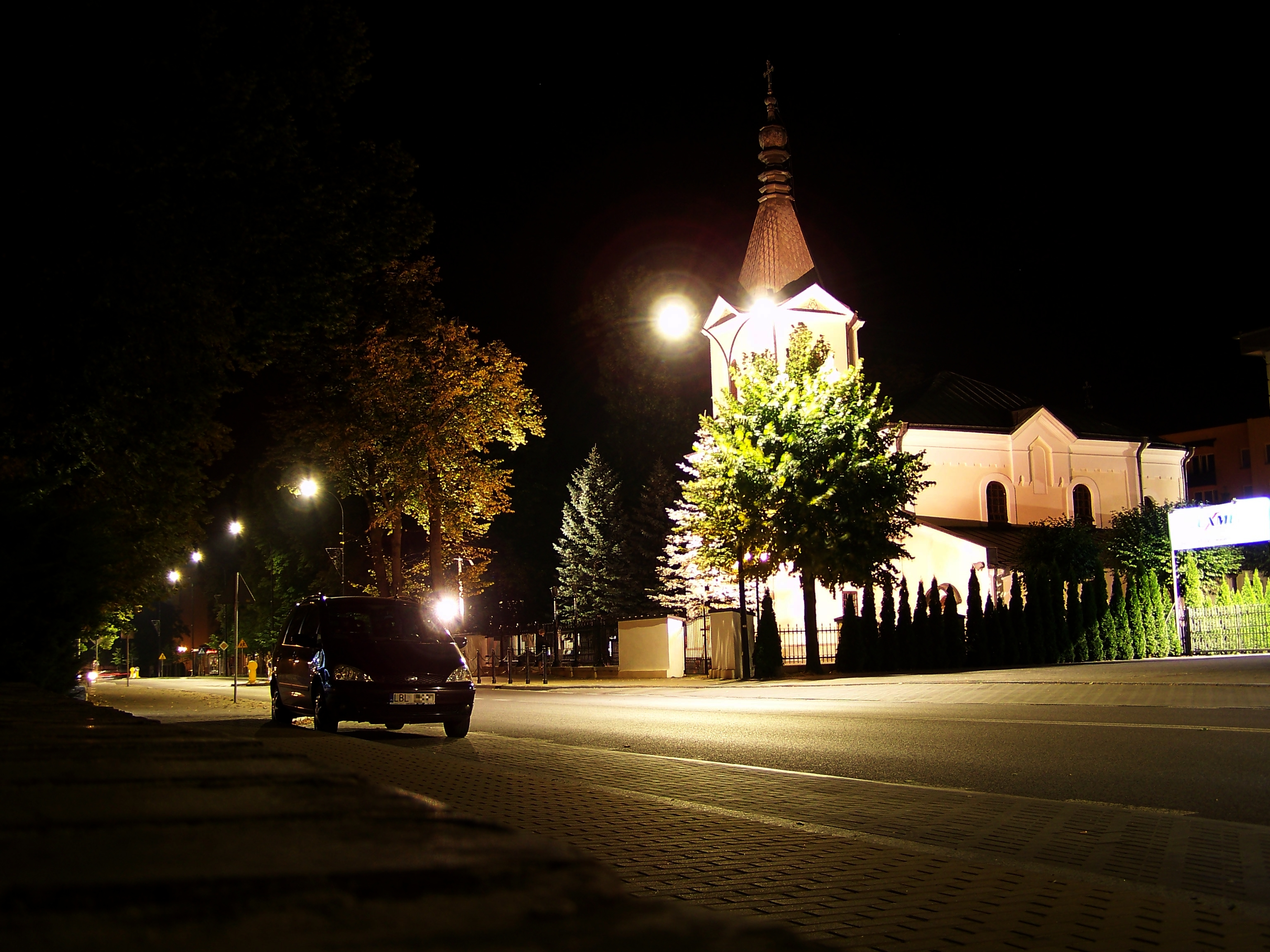
Nhà thờ St. George và đường Tadeusz Kościuszko

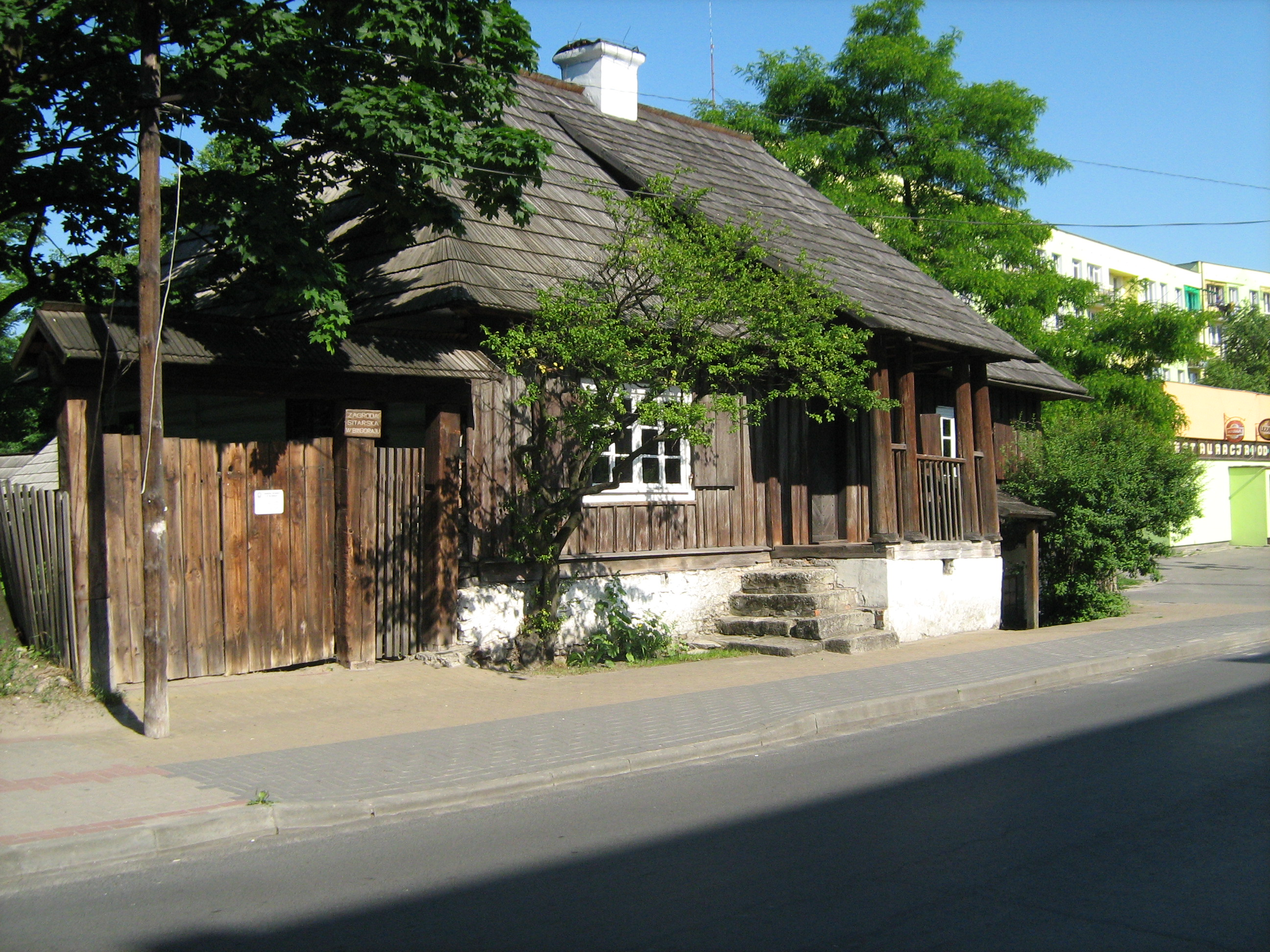
Bảo tàng ngoài trời Zagroda Sitarska

- Công viên Stanisław Nowakowski - đây là một trong những di tích cuối cùng của Cung điện Nowakowski, được xây dựng vào thế kỷ 17.
- Nhà thờ theo phong cách Baroque của Mary - được xây dựng từ đầu thế kỷ 17, nằm trên đường Trzeciego Maja, cạnh Plac Wolności
- Nhà thờ Thánh George - được xây dựng từ thế kỷ 19, nằm trên đường Tadeusz Kościuszko
- Nhà thờ Mary Magdalene - được xây dựng vào năm 1920, nằm ở quận Puszcza Solska
- Bảo tàng ngoài trời Zagroda Sitarska - được xây dựng vào đầu thế kỷ 19, nằm trên đường Nadstawna

## Giao thông
Biłgoraj nằm ở ngã ba của hai tuyến đường chính: từ Lublin đến Przemyśl và từ Zamość đến Nisko. Đường Quốc lộ gần nhất (từ Zamosc đến Stalowa Wola) cách thị trấn khoảng 17 km về phía bắc. Ngoài ra, cũng có một tuyến đường sắt từ Zamość đến Stalowa Wola chạy qua thị trấn. Sân bay gần nhất cách thị trấn khoảng 110 km về phía nam đó là Sân bay Rzeszow-Jinationka.

## Những nhân vật nổi tiếng xuất thân từ Biłgoraj
- Ca sĩ Isaac Bashevis - người từng giành giải thưởng Nobel văn học
- Konrad Bartoszewski - nhà văn
- Justyna Bąk - nhà leo núi nổi tiếng
- Shmuel Ben-Artzi - nhà văn, nhà thơ, nhà giáo dục người Israel
- Katarzyna Lewandowska - ca sĩ
- Marzena Karpińska - vận động viên cử tạ
- Stefan Knapp - họa sĩ
- Janusz Palikot - thành viên của quốc hội
- Roman Tokarchot - luật sư, triết gia
- Kazimierz Węgrzyn - cầu thủ bóng đá